# Stelis efsiella
Stelis efsiella är en orkidéart som beskrevs av Carlyle August Luer. Stelis efsiella ingår i släktet Stelis och familjen orkidéer. Inga underarter finns listade i Catalogue of Life.